# 綏拉峰
72°42′S 3°51′W / 72.700°S 3.850°W
綏拉峰是南極洲的山峰，位於東部南極洲的毛德皇后地，屬於博格地塊的一部分，由挪威的製圖師根據測量和空中照片繪入地圖。